# Procaris chacei
Procaris chacei là một loài tôm thuộc họ Procarididae. Chúng là loài đặc hữu của Bermuda.